# Антоний (Синкевич)
Архиепископ Антоний (в миру Александр Фёдорович Синкевич или Синькевич или Сенькевич; 9 (22) ноября 1903, Киев — 31 июля 1996, Санта-Моника, Калифорния) — епископ Русской Православной Церкви Заграницей, архиепископ Лос-Анджелесский и Южно-Калифорнийский.

## Биография
Родился 9 ноября 1903 года в Киеве, в семье священника и активного деятеля монархического движения Фёдора Николаевича Синькевича.
С 1913 по 1919 года учился в Киевской 6-й гимназии.
В 1919 году с наступлением большевиков на Киев его отцу, протоиерею, монархическому деятелю и редактору газеты «Двуглавый орёл», пришлось бежать. Вместе с отцом он навсегда покидает Киев и оказывается в Крыму.
В 1920 году эвакуировался с белой армией генерала Врангеля. В том же году переехал в Югославию. В 1924 году Окончил русскую кадетскую школу. Затем изучал медицину в Белградском университете, но вскоре перешёл на богословский факультет, где обучался с 1925 по 1930 год.
В 1930 году был возведён в сан иеродиакона.
С 1931 по 28 января 1933 года — законоучитель в сербском духовном училище в Ягодине.
2 февраля 1933 года определением Архиерейского Синода назначен начальником Русской Духовной Миссии в Иерусалиме. Тогда же возведён в сан иеромонаха.
Насельница Елеонского монастыря монахиня Таисия отмечала, что новый Начальник безукоризненно вёл дела Миссии, в том числе финансовые, а в годы войны добился от английских мандатных властей материального улучшения Миссии и её обителей.
Среди прочего, архимандрит Антоний, совместно с игумениями монастырей, участвовал в создании особого комитета медицинской помощи. Комитет возглавлялся представителями Англиканской и Шотландской церквей, и состоял из начальника Миссии, настоятельниц монастырей, представительницы мандатного правительства, взявшей под свою опеку моральную и материальную стороны жизни малоимущего населения Палестины.
В 1937 году возведён в сан архимандрита.
Во время Второй мировой войны положение архимандрита Антония как Начальника Миссии было особенно трудным ввиду отсутствия связи с Синодом и митрополитом Анастасием, находившимся в это время в Германии, то есть на «враждебной территории».
В 1945 году в ходе своей поездки по Ближнему Востоку Патриарх Московский Алексий I по согласованию с предстоятелем Иерусалимской Церкви посетил Горненский и Гефсиманский монастыри, однако усилиями архимандрита Антония его там ожидал холодный приём — никто из монахинь не подошёл к нему под благословение. Монахиня Таисия вспоминает: «Кто-то из стоявших рядом с патриархом расслышал его реплику: „Ну и дисциплина у архимандрита Антония!“».
В письмах от 13, 14 октября, 6 ноября 1945 года в адрес Патриарха Алексия I схиигумения Евгения описывает деятельность архимандрита Антония (Синкевича) и характеризует его: «Он превратил церковный амвон в политическую митинговую эстраду и позволяет себе такую грубую брань в комментариях, что даже его сторонники ропщут. Так, например, он демонстрирует в каждой проповеди, как течёт кровь из окровавленных рук советских безбожных архиереев… О[тец] Антоний предложил всем остаться на молебне, который он отслужит за спасение России от безбожной власти, как советской, так и церковной».
Когда в 1948 году было образовано государство Израиль, архимандрита Антония изгнали из зданий миссии. Перед этим он был подвергнут домашнему аресту новыми властями. Затем, получив на сборы всего несколько часов, архимандрит Антоний был выслан в арабскую зону с разрешением взять с собой только ручной багаж. В то же время в здании Миссии и других русских постройках по найму должны были разместиться Испанское консульство, суд Палестинского Мандата, больницы, тюрьмы, бараки и склады британской жандармерии.
19 августа 1951 был хиротонисан во епископа Лос-Анджелесского, викария Сан-Францисской епархии. Служил в Сан-Франциско.
В 1961 году возведён в сан архиепископа.
В 1962 году назначен правящий архиереем созданной тогда же Лос-Анджелесской и Техасской епархии, в состав которой вошли приходы в южной части Калифорнии, Техасе и Мексике. Переехал на служение в Лос-Анджелес, где Преображенский храм стал для него кафедральным.
Знаток церковных песнопений, он служил регентом и положил многие молитвы на музыку. За время своего служения на Лос-Анджелесской кафедре собирал средства на постройку нового Преображенского собора.
Многие годы был духовником главы «Российского Императорского Дома» Владимира Кирилловича. Был автором книги о наследии Русского Престола. В 1976 году венчал «Великую Княгиню» Марию Владимировну и «Великого Князя» Михаила Павловича, а в 1981 году крестил их сына — Георгия Михайловича.
Принимал активное участие в деле прославления Царственных Мучеников и всех Новомучеников Российских.
Узнав о посещении Владимиром Кирилловичем СССР в ноябре 1991 году, где он встретился с Борисом Ельциным и Патриархом Алексием II, взяв у последнего благословение, расценил такой шаг как предательство. После смерти Владимира Кирилловича «развернул кампанию в Синоде РПЦЗ против того, чтобы Великого князя отпевала Зарубежная Церковь».
На Архиерейском Соборе 1993 года был единственным архиереем, который возражал против канонизации архиепископа Иоанна (Максимовича), объясняя это тем, что «чудотворение это ещё не признак святости» и «в г. Сан-Франциско произошло его падение, потому что Вл. Иоанн поддерживал ту группу людей, которая, <…> не заслуживала доверия». Тем не менее, святитель Иоанн тогда был прославлен.
Скончался 31 июля 1996 года в городе Санта-Моника.